# Městské lázně (Plzeň)
Budova městských lázní na Denisově nábřeží čp. 1217/3 v Plzni je od roku 1996 chráněnou kulturní památkou. Postavena byla v letech 1929–1932 podle projektu pražského architekta Bedřicha Bendelmayera. V říjnu 2022 zdevastovanou budovu odkoupil od soukromého vlastníka Plzeňský kraj, který jí chce zrekonstruovat a prostory využít pro umístění sbírek Západočeské galerie, vybudování multifunkčního sálu a jako zázemí pro krajské organizace.

## Historie

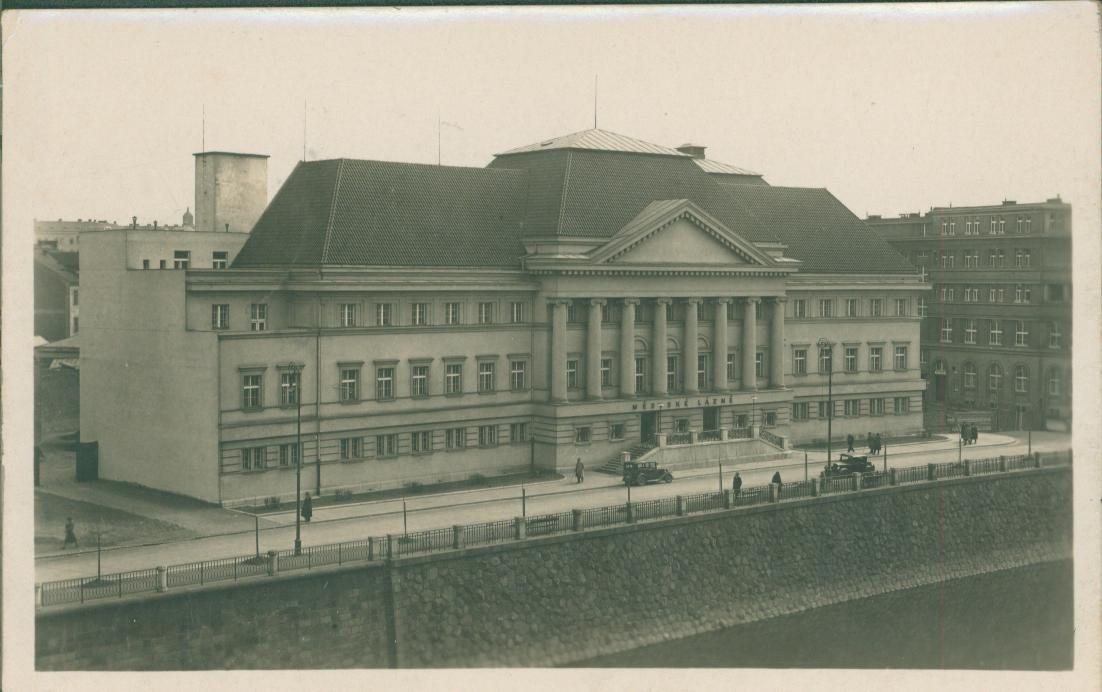
Podoba lázní před bombardováním a rekonstrukcí (včetně úprav fasády)

Od roku 1887, kdy byl přijat návrh na stavbu nových lázní v Plzni, bylo postupně vypracováno několik projektů (v letech 1890, 1899, 1909). V roce 1923 začal pracovat na novém projektu architekt Bedřich Bendlmayer. Po neshodách s plzeňskou obcí byla smlouva s architektem ukončena a projekt přepracoval plzeňský městský stavební úřad (Ladislav Fiala). Stavba byla zahájena v březnu 1926, první etapa byla dokončena 12. listopadu 1931, kdy byly otevřeny sprchové, vanové a parní lázně B, druhá etapa 30. března 1932 – otevřena plovárna a parní lázně A. Dne 17. listopadu 1932 byla dokončena poslední, třetí etapa – léčebný ústav s rašelinnými lázněmi, vodoléčbou, elektroterapií, uhličitými a bylinnými lázněmi. V čele ústavu stál balneolog Jan Bureš. Lázně byly považovány za největší a nejmodernější v Československu.
Při americkém náletu na Plzeň 20. prosince 1944 byla zasažena a vážně poškozena i budova lázní. Po válce byla budova zrekonstruována podle projektu architekta Václava Neckáře. První část byla otevřena 2. srpna 1948. U příležitosti otevření byla odhalena na budově pamětní deska deseti válečným obětem z řad zaměstnanců lázní. Druhá etapa rekonstrukce byla dokončena v roce 1953, kdy 1. února 1953 byl otevřen nový bazén. Dne 26. listopadu 1968 byla v lázních otevřena první finská sauna v Plzni. Ke konci byl v lázních využíván především bazén na výuku plavání a terapeutické části. Lázně byly využívány obyvateli Plzně až do roku 1994, kdy byly uzavřeny.

Od roku 2013 se budova bývalých lázní využívá na hraní paintballu, přestože obyvatelé Plzně byli proti tomuto využití. Pro architektonicky cennou stavbu svítá však naděje, jelikož by se do ní měla přestěhovat Západočeská galerie se svými depozitáři, jejíž nové sídlo mělo původně vzniknout v lokalitě U Zvonu.

## Popis budovy

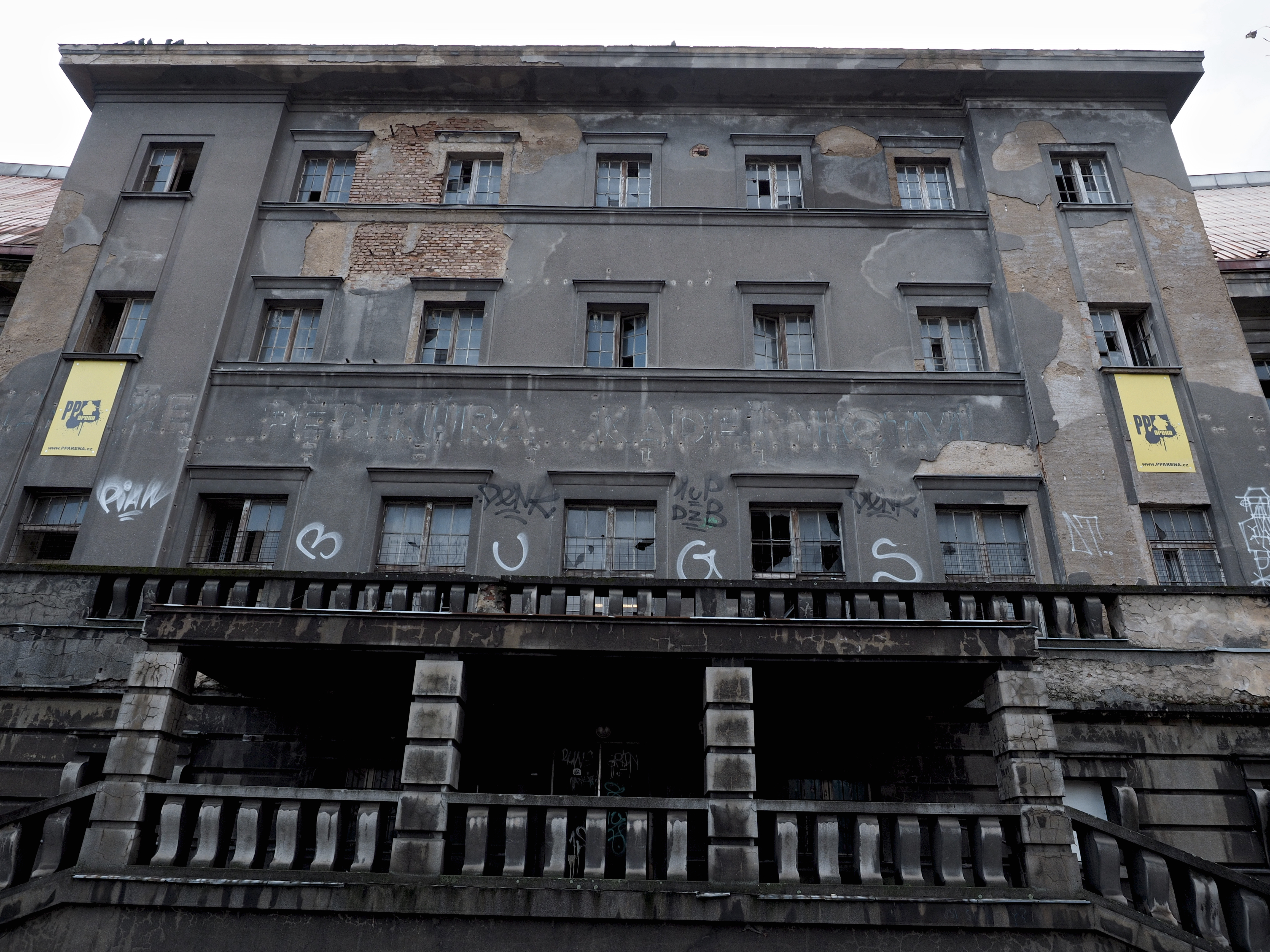
Hlavní průčelí v roce 2017

Budova byla postavena v neoklasicistním pojetí. Hlavní průčelí bylo tvořeno monumentálním sloupovým portikem a tympanonem. Hlavní prostory byly umístěny v ose hlavního vstupu. Z vestibulu se vstupovalo do parních lázní A, kde se přes vstup s 48 kabinkami vcházelo do sálu zakončeného kupolí, která byla nesená osmi sloupy. Uprostřed sálu byl kruhový bazén o průměru 5,5 metru a kolem něj místnosti s různými druhy lázní s dalšími dvěma bazénky, sprchami, odpočívárnami pro kuřáky i nekuřáky. Služby doplňoval také v samostatných místnostech masér a holič. Největším prostorem v lázních byl hlavní sál s rozměry 18 × 42 metrů s klenutým stropem a s galerií. Bazén měl rozměry 25 × 10 metrů. K dispozici bylo 82 kabin pro muže, 83 pro ženy a osmdesát skříněk pro děti a mládež. Poté, co byla budova lázní částečně zničena během druhé světové války, byl při její rekonstrukci odstraněn sloupový portikus s tympanonem a rizalit byl zvýšen o dvě patra. Vstupní hala byla přestavěna a obložena modrým sklem. Ve střešní části budovy byla zřízena střešní odpočinková terasa.